# 食病毒生物
食病毒生物（英语：virovore）是一种通过食用病毒获取能量和营养的生物体，该术语指主要或仅食用病毒的生物，但目前仅包括在没有其他食物来源的情况下，从食用病毒中获得主要营养的生物，类似于杂食性微生物。截止2022年12月，自然界中仅在含綠藻病毒（一种DNA病毒）池塘中的观察到一种食病毒生物——纤毛虫門中的彈跳蟲，它食用这种病毒并进行繁衍。

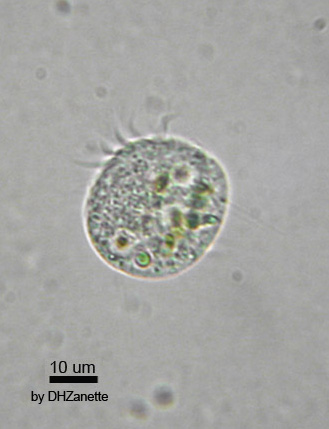
Halteria sp. 一種食病毒的物種

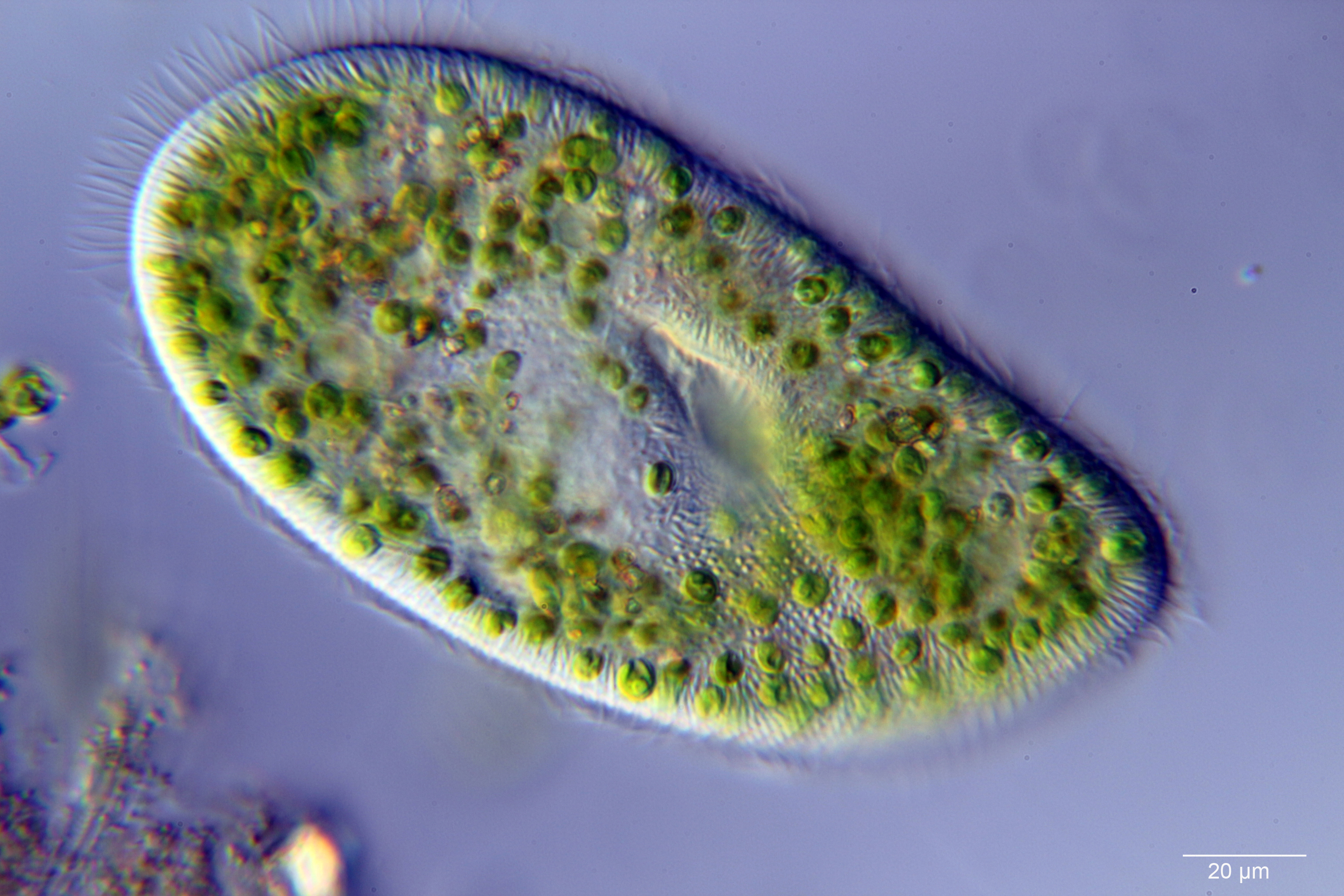
Paramecium bursaria. 一種食病毒的物種